# 輪廻の蛇
 『輪廻の蛇』(りんねのへび、原題：'—All You Zombies—')   はアメリカの作家ロバート・A・ハインラインのSF短編小説。 1958年7月11日の一日間で書かれ、『プレイボーイ』誌に却下された後、『ファンタジイ・アンド・サイエンス・フィクション』誌の1959年3月号で最初に掲載された。
この物語にはタイムトラベルによって引き起こされる多くのパラドックスが含まれている。 1980年には、短編小説のBalrog賞にノミネートされた。
『輪廻の蛇』は『時の門』(原題:By His Bootstraps)(1941)など著者が以前の作品で扱ったテーマをさらに発展させている。 ウロボロスの輪やTemporal Corpsなど作中の要素のいくつかは『ウロボロス・サークル』(原題:The Cat Who Walks Through Walls)（1985）にも登場する。 
引用符とダッシュの両方を含む珍しい原題のタイトルは、ストーリーの終盤からの引用である。引用は文の中央から取られている。したがって、ダッシュはタイトルの前後の省かれたテキストを表している。

## ストーリー
男（後に半陰陽であったことが明らかになる)が時間を遡り、女性であった頃の若い自分(性別適合手術を受ける前で女性)を妊娠させる。若い女性が産んだ赤子は更に過去に連れていかれる。そしてこの赤子が若い女性に育つ。したがって、彼は2人の子であり、彼が彼自身の母であり父であるという逆説的な結果になる。 物語が展開するにつれて、すべての主要な登場人物は彼女/彼の人生のさまざまな段階で同じ人物であることが明らかになる。 

### 物語のイベントの順序

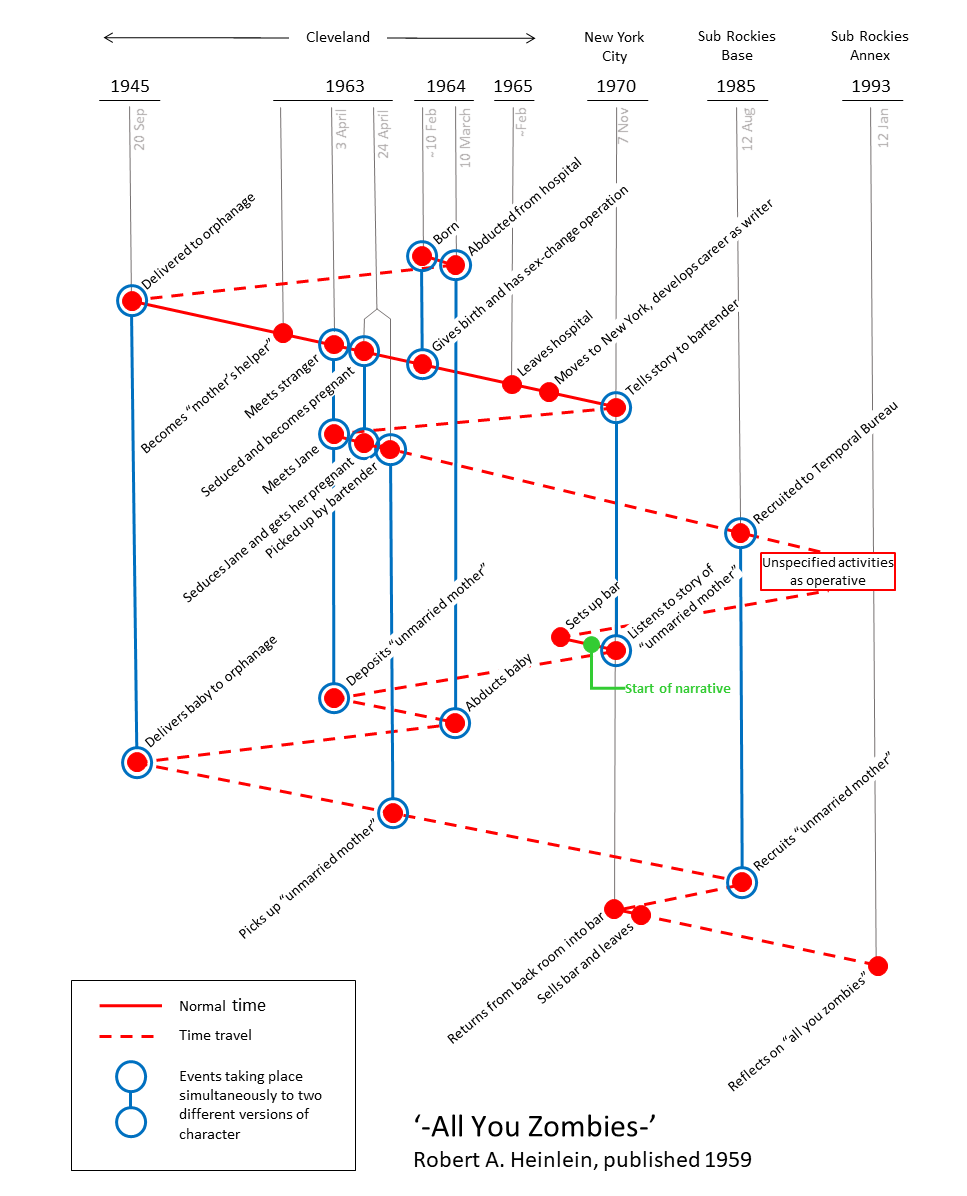
輪廻の蛇のタイムラインの図

ストーリーには複雑な一連のタイムトラベルの旅が含まれる。(図を参照）。 1970年に若い男が語り手のバーテンダーに話しかけるところから始まる。 2人は未婚の母から産まれたことが共通している。 バーテンダーは彼を含め、家族の誰も結婚していないと述べてた。 彼はウロボロスの指輪を着けている。 若い男は告白雑誌(女性向けの恋愛小説)のために物語を書いて日銭を稼いでいるため、“未婚の母”と呼ばれていると語った。 
”未婚の母“は、バーテンダーに問われ、なぜ男性なのに女性の心理をよく理解しているのかを説明する。“彼”は1945年に少女として生まれ、生後一ヶ月で捨てられ孤児院で育ったと語る。“彼女”は自分の子供は父母が揃った家庭で育てたいと望んでいたが、養子に貰われることもなく、結婚できる見込みはないと若くして悟った。まともな結婚を諦めた彼女は宇宙派遣員のためのセックス・ワーカーに志願し、いずれは宇宙派遣員との結婚を望んでいた。18歳になった彼女は宇宙派遣員の年齢制限である21歳になるまでお手伝いとして働き、夜学でタイプライターと速記を学んでいた。
1963年、10代であった彼女は100ドル紙幣を束にして持っていた年上の紳士と恋に落ち、デートを重ね、一夜を共にした後紳士は姿を消した。妊娠が発覚し、住んでた家を追い出された彼女は慈善病院にたどり着いた。出産中、医師は彼女がインターセックスであり、男性の生殖器と女性の生殖器がそれぞれあることを発見した。 分娩中の合併症により、女性の生殖器は機能不能となり、性別の再割り当てを余儀なくされた。 出産から4週間後に赤子は正体不明の人物に保育室から誘拐され、二度と見つかることはなかった。 “未婚の母“は、男性の仕事に適格ではない生い立ちにもかかわらず、男としての生活に適応しなければならなかった。彼はタイプライターのスキルを学び原稿を入力し、最終的に物書きを始めた。 
バーテンダーは同情を表明して、若い男が復讐を望んでいる年上の紳士の元に、連れて行くことを申し出る。 バーテンダーは若い男を奥の部屋に案内し、タイムマシンを使い1963年に若い男を連れて行き100ドル紙幣の束を与える。 バーテンダーは更に11ヶ月先の未来に行き、赤子を誘拐する。そして赤子と共に1945年に遡り孤児院に置いていく。 彼は再び1963年に戻り、若い女性に本能的に惹かれ、彼女と恋に落ち、彼女と一夜を共にした若い男を拾う。 バーテンダーによって点を繋ぐように行動を調整された若い男は、年上の紳士、若い女性、赤子、誘拐犯、そしてタイムトラベラー、そのすべてが“自分”であることに気付く。 
バーテンダーは、人類を保護するために歴史上の出来事を操作するためタイムトラベルを行う航時局の1985年の基地に若い男を降ろす。 彼はこうして自分自身を生み出し、自らをスカウトしたことになる。 
バーテンダーは1970年のバーに戻った。 ジュークボックスで「 I'm My Own Grandpa 」(僕は自分自身のお爺さん)を流した客とバーテン助手が喧嘩していた。バーを閉めると、彼は1993年の地下基地の自室に戻る。 彼が十分に休息するために寝ているとき、彼は、彼の娘、父、母、その全ての歴史を出産したときに行われた帝王切開で残されたお腹の傷跡を撫で、ウロボロスの指輪を見ながら熟考する。 「わたしは自分がどこから来たのか知っているが、おまえたち生き変わり死に変わりして現れる死霊どもはどこから来たのだ? 」かつて少女だった男は問いかけた。

### イベントの時系列順
物語はいくつかのイベントが異なる視点で語られる。以下は「彼女/彼」の実際の年代順の歴史である。物語としては時間パラドックスの古典的な例である。 
- 1945年9月20日、バーテンダーは孤児院でジェーンと名付けられた赤子を降ろす。 彼女はそこで成長する。 彼女は、宇宙飛行士に休息とリラクゼーションを提供することに専念する「快適な組織」の1つに加わることを夢見ている。
- ほぼ18年後、自分を「未婚の母」と呼ぶ若い男は、バーテンダーによって1963年4月3日に降ろされる。 若い男はジェーンと出会い、数週間のデートの後、インターセックスの状態にある17歳のジェーンと一夜を共にし彼女を妊娠させ、彼女の前から姿を消す。 ジェーンの観点から見れば、彼は行方知れずになった。 実際、彼はバーテンダーに回収され、1985年に連れて行かれる（6番目の箇条書きを参照）。
- ジェーンは、現在行方不明になっている年上の紳士との間に出来た子を妊娠していることを知る。 帝王切開で出産した後、彼女は妊娠と出産によってひどく損傷した「真の雌雄同体 」であることが判明する。目覚めると、彼女は自分の性別を男性に再割り当てする手術を（彼女の同意なしに）施術されたことを知る。
- 1964年3月10日、バーテンダーは赤子を誘拐し、1945年の孤児院に連れて行く（最初の箇条書きを参照）。 男性になったジェーンは速記記者になり、その後作家になる。 彼は自分の職業を尋ねられるたびに「私は未婚の母です。一言4セントで告白物語を書きます。」と言う。 彼はバーの常連になって6年の間、バーテンダーとはあまり交流しなかった。
- 1970年11月7日、バーテンダーは若い男から自らの生い立ちを聞き、「 I'm My Own Grandpa 」 の曲を流そうとしている客に叫んだ。その後バーテンダーと若い男は店の奥に行ったのちに、2人で1963年の過去に飛んだ。1963年で若い男はジェーンを妊娠させた年上の紳士（2番目の箇条書きを参照）の役割を果たす。バーテンダーは奥の部屋に入った数秒後にバーに戻り、客が曲を再生できるようにする。 彼自身の視点から、彼は彼自身の存在を保証するという彼の使命を遂行した。
- 1985年8月12日、バーテンダーは1963年に旅立ち、(5番目および2番目の目箇条書きを参照)その時代に残した若い男をロッキー山脈にある基地に連れて行き若い男（実際には彼自身の若いバージョン）を航時局に入隊させる。
- 1993年1月12日にジェーン/母/父/未婚の母でもあるバーテンダーは、1970年からの彼の人生について考えるために基地に戻る。

## 評価
哲学者デイヴィッド・ルイスは、「輪廻の蛇」および「時の門」を「完全に一貫した」タイムトラベルストーリーの例と考えた。カール・セーガンはSFが「読者に知らない、またはアクセスできない知識の断片やヒント、フレーズを伝える方法」の例として「輪廻の蛇」を挙げた。

## 映画化
2014年オーストラリアの映画監督スピエリッグ兄弟によって『プリデスティネーション』として映画化された。イーサン・ホークとサラ・スヌークが主演を務めた。

## 参照資料
- ロバート・A・ハインライン.『Grumbles from the Grave』.Del Rey 1980.
- ジェームズ・ギフォード。 Robert A. Heinleinの 「The New Heinlein Opus List」 ：読者の仲間